# Lijst van mijnenvegers bij de Koninklijke Marine
Hieronder volgt een lijst van alle mijnenvegers die bij de Koninklijke Marine in dienst zijn, of zijn geweest. De lijst bevat de ondiepwatermijnenvegers, kustmijnenvegers en oceaanmijnenvegers bij de Koninklijke marine. Niet opgenomen in de lijst zijn de hulpmijnenvegers die dienst hebben gedaan bij de Koninklijke Marine. 

## M-klasse
- Hr.Ms. M 1 (1918 - 1949)
- Hr.Ms. M 2 (1918 - 1940)
- Hr.Ms. M 3 (1918 - 1940)
- Hr.Ms. M 4 (1918 - 1992)

## A-klasse

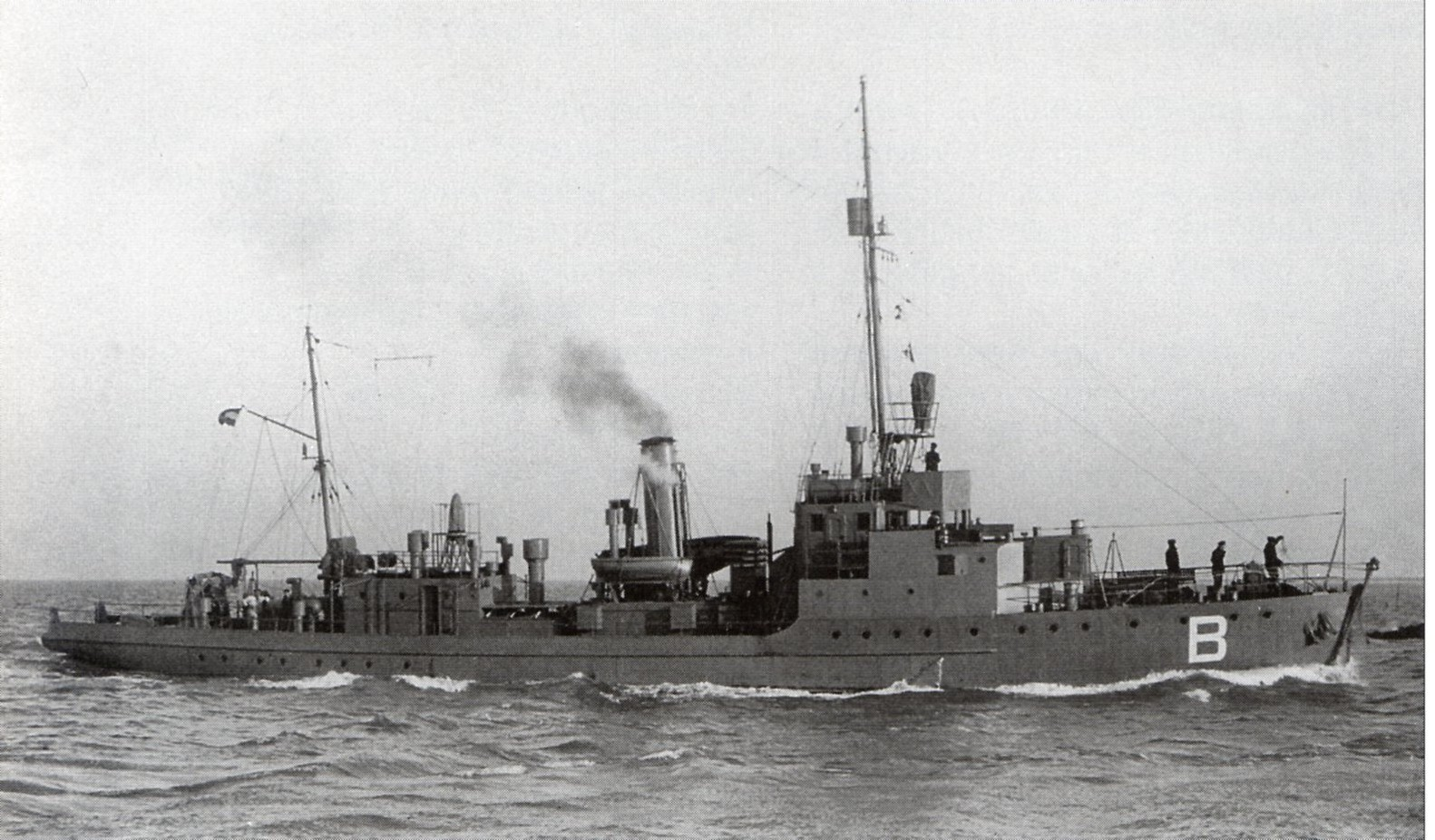
Hr.Ms. B

- Hr.Ms. A (1930 - 1942)
- Hr.Ms. B (1930 - 1942)
- Hr.Ms. C (1930 - 1942)
- Hr.Ms. D (1930 - 1942)

## Jan van Amstelklasse
- Hr.Ms. Jan van Amstel (1937-1942)

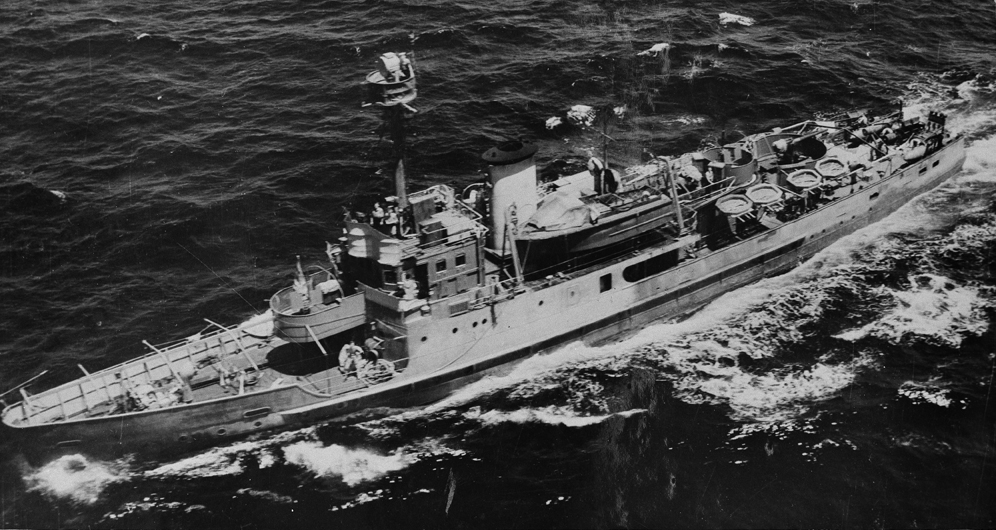
De Abraham Crijssen in Australische dienst

- Hr.Ms. Pieter de Bitter (1937-1942)
- Hr.Ms. Abraham Crijnssen (1937-1961)
- Hr.Ms. Eland Dubois (1937-1942)
- Hr.Ms. Willem van Ewijck (1937-1939)
- Hr.Ms. Pieter Florisz (1937-1962) (1940-1945 in Duitse dienst)
- Hr.Ms. Jan van Gelder (1937-1961)
- Hr.Ms. Abraham van der Hulst (1937-1940)
- Hr.Ms. Abraham van der Hulst (1946-1961)

## Type MMS 105 feet
- Hr.Ms. Ameland (1942 - 1957)
- Hr.Ms. Beveland (1942 - 1957)
- Hr.Ms. Marken (1942 - 1944)
- Hr.Ms. Marken (1944 - 1957)
- Hr.Ms. Putten (1942 - 1957)
- Hr.Ms. Rozenburg (1942 - 1957)
- Hr.Ms. Terschelling (1942 - 1942)
- Hr.Ms. Terschelling (1943 - 1957)
- Hr.Ms. Texel (1942 - 1957)
- Hr.Ms. Vlieland (1942 - 1952)

## Type MMS 126 feet
- Hr.Ms. Duiveland (1943 - 1952)
- Hr.Ms. Overflakkee (1944 - 1954)
- Hr.Ms. Schokland (1944 - 1949)
- Hr.Ms. Tholen (1943 - 1952)
- Hr.Ms. Voorne (1943 - 1952)
- Hr.Ms. Walcheren (1943 - 1946)
- Hr.Ms. Wieringen (1943 - 1949)
- Hr.Ms. IJsselmonde (1943 - 1952)

## Batjanklasse
- Hr.Ms. Ambon (1946 - 1950)
- Hr.Ms. Banda (1946 - 1950)
- Hr.Ms. Batjan (1946 - 1958)
- Hr.Ms. Boeroe (1946 -1958)
- Hr.Ms. Ceram (1946 - 1958)
- Hr.Ms. Morotai (1946 - 1949)
- Hr.Ms. Ternate (1946 - 1956)
- Hr.Ms. Tidore (1946 - 1949)

## Borndiepklasse
- Hr.Ms. Borndiep (1946 - 1962)
- Hr.Ms. Deurloo (1946 - 1962)
- Hr.Ms. Hollandsche Diep (1946 - 1957)
- Hr.Ms. Marsdiep (1947 - 1956)
- Hr.Ms. Oosterschelde (1947 - 1957)
- Hr.Ms. Texelstroom (1947 - 1976)
- Hr.Ms. Vliestroom (1947 - 1962)
- Hr.Ms. Volkerak (1946 - 1957)
- Hr.Ms. Westerschelde (1946 - 1957)
- Hr.Ms. Zuiderdiep (1947 - 1962)

## Beemsterklasse

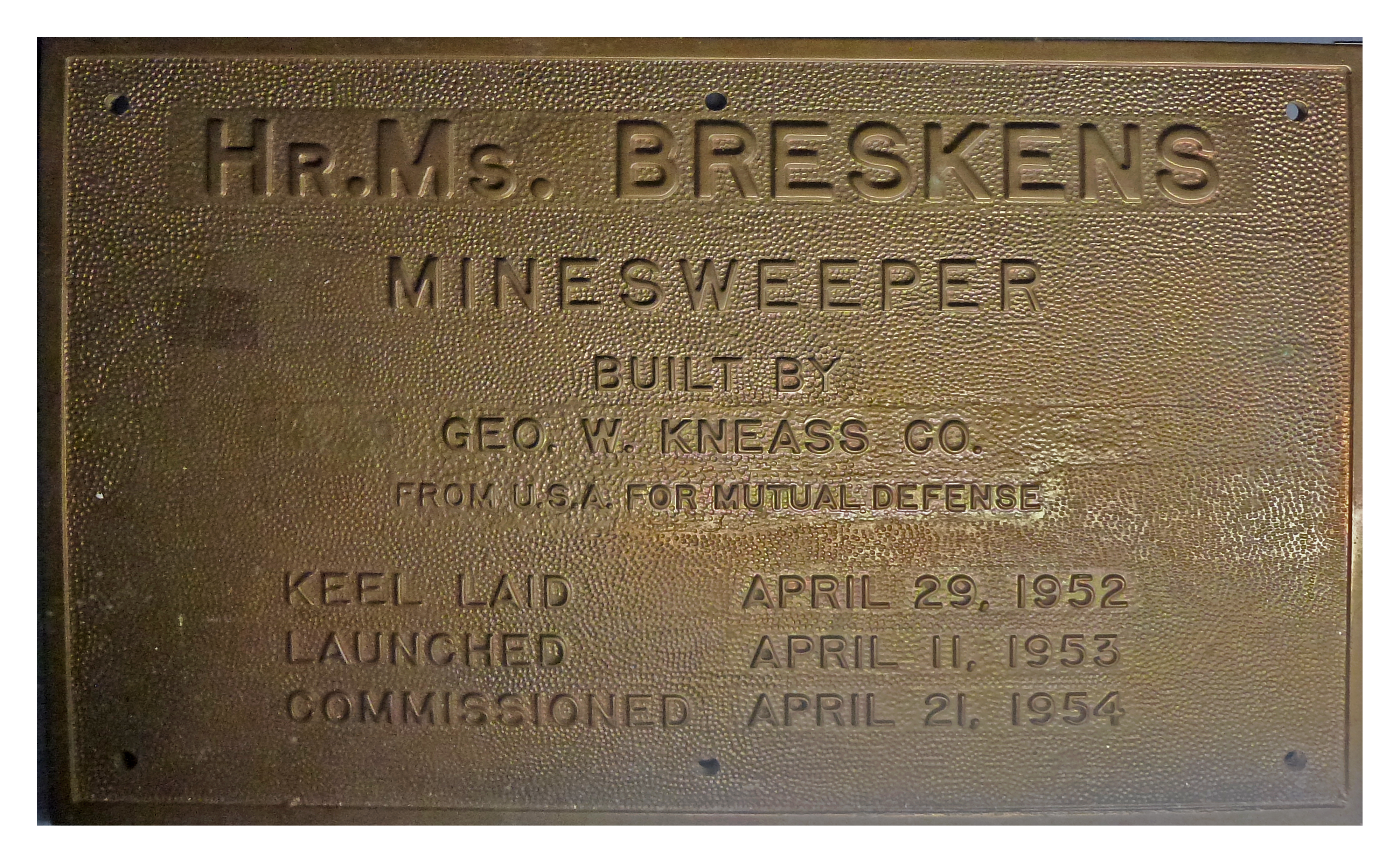
Plaquette van de Hr.Ms. Breskens

- Hr.Ms. Bedum (1953-1975)
- Hr.Ms. Beemster (1953-1973)
- Hr.Ms. Beilen (1954-1974)
- Hr.Ms. Blaricum ( 1954-1972)
- Hr.Ms. Bolsward (1953-1971)
- Hr.Ms. Borculo (1953-1971)
- Hr.Ms. Borne (1953-1974)
- Hr.Ms. Boxtel (1954-1976)
- Hr.Ms. Breskens (1954-1976)
- Hr.Ms. Breukelen (1954-1971)
- Hr.Ms. Brielle (1954-1975)
- Hr.Ms. Brouwershaven (1954-1973)
- Hr.Ms. Bruinisse (1954-1972)
- Hr.Ms. Brummen (1954-1973)

## Onversaagdklasse
- Hr.Ms. Onbevreesd (1954 - 1982)
- Hr.Ms. Onverdroten (1954 -1982)
- Hr.Ms. Onvermoeid (1954 -1971)
- Hr.Ms. Onversaagd (1954 - 1976)

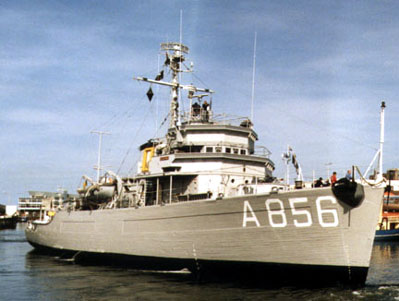
Hr.Ms. Onverschrokken als Mercuur

- Hr.Ms. Onverschrokken (1954 - 1972) (als torpedowerkschip Hr.Ms. Mercuur van 1973-1987)
- Hr.Ms. Onvervaard (1955 - 1982)

## Wildervankklasse
- Hr.Ms. Aalsmeer (1956 - 1973)
- Hr.Ms. Axel (1956 - 1973)
- Hr.Ms. Elst (1956 - 1970)
- Hr.Ms. Gieten (1956 - 1969)
- Hr.Ms. Goes (1956 - 1977)
- Hr.Ms. Grijpskerk (1956 - 1993)
- Hr.Ms. Leersum (1957 - 1977)
- Hr.Ms. Lisse (1957 - 1969)
- Hr.Ms. Lochem (1956 - 1969)
- Hr.Ms. Meppel (1956 - 1977)
- Hr.Ms. Sneek (1957 - 1969)
- Hr.Ms. Steenwijk (1956 - 1969)
- Hr.Ms. Waalwijk (1956 - 1977)
- Hr.Ms. Wildervank (1955 - 1977)

## Dokkumklasse
- Hr.Ms. Abcoude (1956 - 1994)
- Hr.Ms. Dokkum (1955-1985)
- Hr.Ms. Drachten (1956 - 1999)
- Hr.Ms. Drunen (1956 - 1984)
- Hr.Ms. Gemert (1956 - 1993)
- Hr.Ms. Giethoorn (1956 - 1993)
- Hr.Ms. Hoogeveen (1956 - 1999)
- Hr.Ms. Hoogezand (1955 - 1993)
- Hr.Ms. Naaldwijk (1955 - 2000)
- Hr.Ms. Naarden (1956 - 1999)
- Hr.Ms. Ommen (1956 - 1997)
- Hr.Ms. Rhenen (1956 - 1984)
- Hr.Ms. Roermond (1955 - 1995)
- Hr.Ms. Sittard (1956 - 1999)
- Hr.Ms. Staphorst (1957 - 1984)
- Hr.Ms. Veere (1956 - 1984)
- Hr.Ms. Venlo (1956 - 1993)
- Hr.Ms. Woerden (1957 - 1990)

## Van Straelenklasse

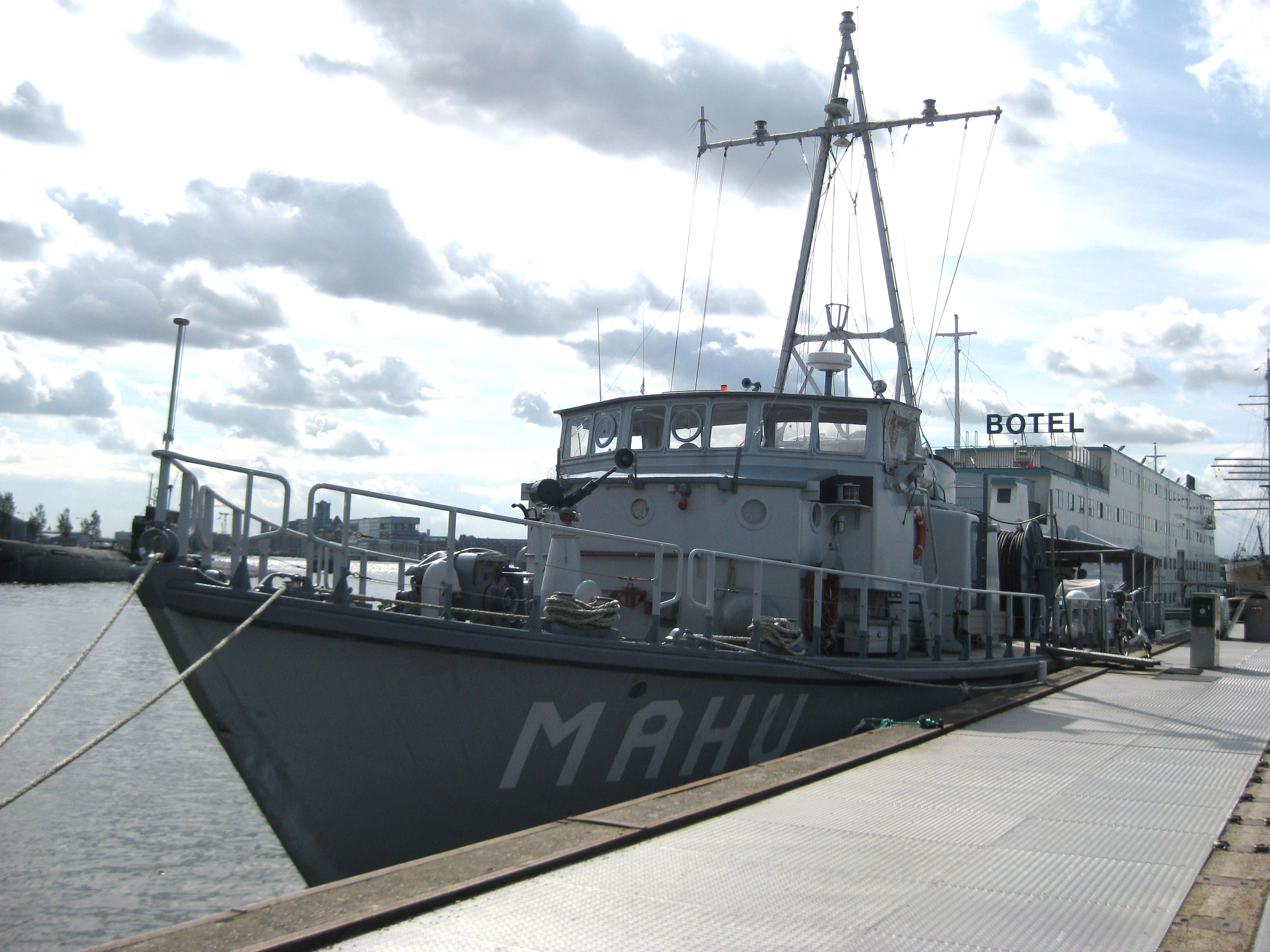
Hr.Ms.Mahu

- Hr.Ms. Alblas
- Hr.Ms. Bussemaker
- Hr.Ms. Chömpff
- Hr.Ms. Houtepen
- Hr.Ms. Lacomblé
- Hr.Ms. Mahu
- Hr.Ms. Schuiling
- Hr.Ms. Staverman
- Hr.Ms. Van der Wel
- Hr.Ms. Van Hamel
- Hr.Ms. Van Moppes
- Hr.Ms. Van Straelen
- Hr.Ms. Van 't Hoff
- Hr.Ms. Van Versendaal
- Hr.Ms. Van Well Groeneveld
- Hr.Ms. Zomer